# ایر ۲۶
ایر ۲۶ (به انگلیسی: Air 26) یک شرکت هواپیمایی است که در ۲۰۰۶ میلادی تأسیس شده‌است. دفتر مرکزی ایر ۲۶ در لوآندا، آنگولا واقع شده‌است و قطب این شرکت هواپیمایی در فرودگاه کواترو دو فرویرو قرار دارد.